# Amiga

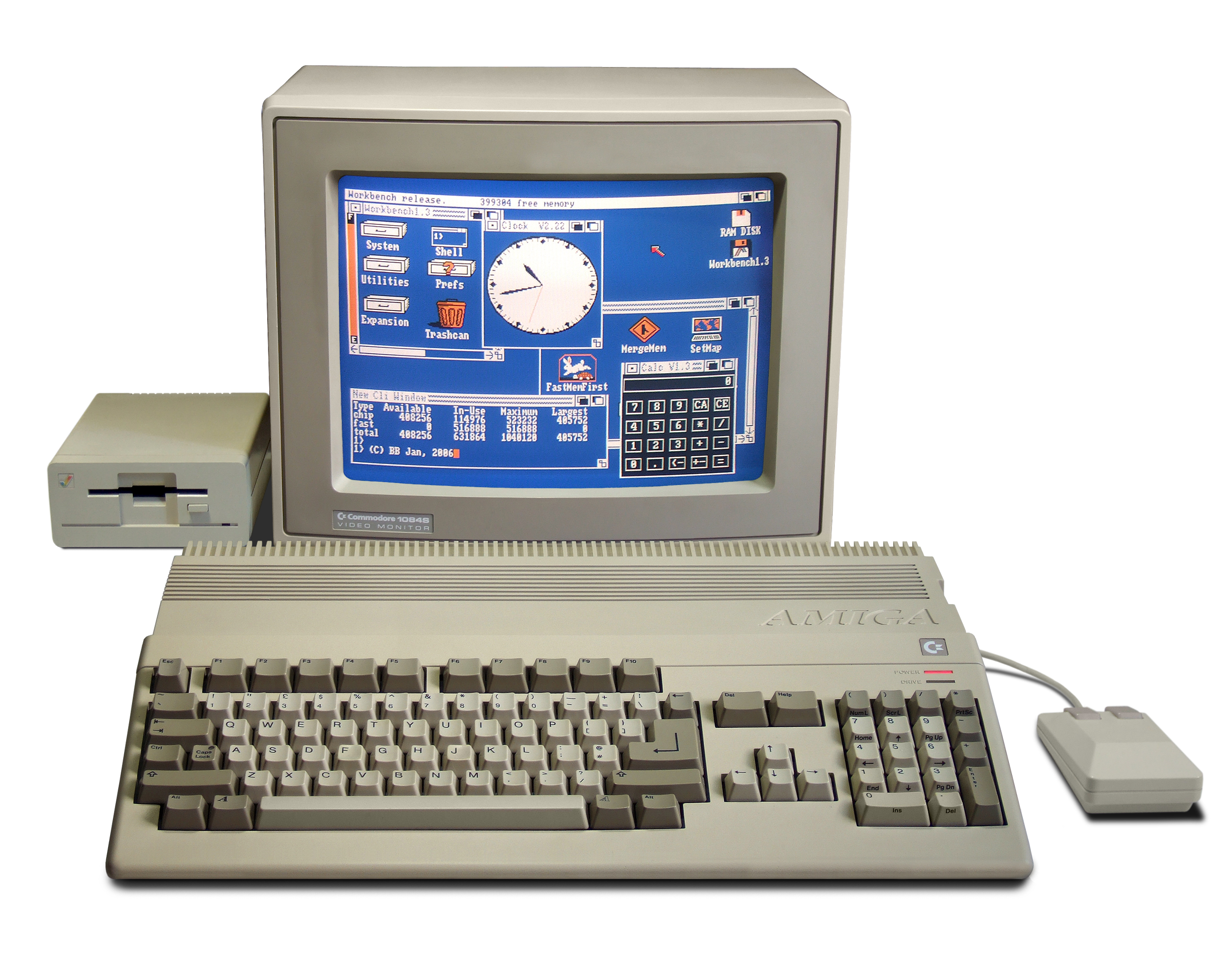
Amiga 500

De Amiga is een familie van homecomputers die in de jaren tachtig en negentig van de vorige eeuw werden verkocht door Commodore.
In 1984 kocht Commodore de firma Amiga Corp. op waarmee ze het succesverhaal van de Commodore 64 wilden vervolgen. Op 23 juli 1985 werd de eerste Amiga 1000 voorgesteld in New York, waarbij de befaamde popart-kunstenaar Andy Warhol de creatieve mogelijkheden van deze computer demonstreerde door een fotobewerking te maken van de Blondie-zangeres Debbie Harry.

## Ontstaan van de Amiga
De geestelijk vader van de Amiga is Jay Miner (1932-1994). Na het ontwerpen van de Atari 400 en 800 stelde hij zich begin jaren tachtig tot doel om een grafisch georiënteerde 16-bits-computer voor een betaalbare prijs op de markt te brengen. In eerste instantie kreeg hij met zijn team bij het bedrijf 'Hi-Toro' alleen opdrachtgevers voor een spelconsole, die toen populair waren. Miner breidde zijn ontwerp echter stilletjes zodanig uit (zijn belangrijkste bijdrage waren de custom chips Fat Agnus, Denise en Paula) dat er ook een toetsenbord en een compleet besturingssysteem aan kon worden toegevoegd om er een 'echte' computer van te maken. Toen de markt voor spelcomputers eind 1983 nagenoeg instortte, was het ombouwen tot een multimedia-computer dan ook relatief snel gebeurd. In zijn visie moest het mogelijk zijn om een computer te produceren met voor die tijd geweldige mogelijkheden, maar dan tegen kosten die een gemiddelde gebruiker kon opbrengen. Een Amiga-standaardmodel kostte bij introductie rond de 750 dollar, hetgeen ruim genomen een derde was van de prijs van een IBM-pc, die het zonder kleur en multitasking moest doen. De naam Amiga is afkomstig uit het Spaans en betekent 'vriendin' de reden voor het kiezen van deze naam was de nadruk op de gebruikersvriendelijkheid van het apparaat te leggen en deze alfabetisch voor de merken van de concurrenten Apple en Atari te plaatsen.

## Mogelijkheden
Het toestel was in tal van opzichten zijn tijd ver vooruit. Het ondersteunde in tegenstelling tot de IBM-compatibele pc's (16 kleuren) en de Apple (2 kleuren) een kleurenpalet van 4096 kleuren. Dit was mogelijk in de zogenaamde HAM-modus (Hold And Modify). Audio kon in vierkanaalsstereo (twee kanalen per stereokanaal) in 8 bit-formaat worden weergeven. Hierdoor was het in tal van opzichten de eerste echte multimediacomputer voor thuisgebruik.
De computer was gebaseerd op een Motorola 68000-processor met een kloksnelheid van 7 MHz. De Amiga had 256 kB intern geheugen, dat kon worden uitgebreid.

## Multitasking
Lang voor Windows beschikte Amiga ook over een grafische interface met elkaar overlappende vensters – een systeem dat werd geïntroduceerd door Xerox. Het besturingssysteem AmigaOS ondersteunde eveneens preëmptieve multitasking, shared libraries en het gebruik van de rechtermuisknop. Het was destijds al mogelijk om meerdere programma's tegelijk te laten draaien.
Het ging om 'real-time round robin pre-emptive multitasking'. Voor die tijd revolutionair.
Real-time betekent dat de computer onmiddellijk kan reageren op externe gebeurtenissen, ongeacht de belasting van de computer. Round robin betekent dat elke taak gegarandeerd beurtelings wordt uitgevoerd. Dit systeem werd bovendien aangevuld met een prioriteitensysteem waardoor een taak sneller of langzamer draaide, afhankelijk van de prioriteit van die taak. Pre-emptive betekent dat een nog niet voltooide taak door het besturingssystemen onderbroken kan worden, zodat een andere taak aan de beurt kan komen. Dit is nodig om aan de eis van realtime te kunnen voldoen. Daarnaast kan een taak zichzelf stilleggen waardoor een andere taak wordt uitgevoerd.
Programma's konden niet alleen in onafhankelijke vensters draaien, maar ze konden ook in onafhankelijke virtuele schermen draaien. Deze schermen waren een soort vensters die niet naast elkaar maar alleen achter elkaar konden bestaan. Het grote voordeel was dat elk scherm een eigen resolutie kon hebben, zowel wat pixelafmetingen als aantal kleuren betreft.

## Software
Naast vele spellen zijn er ook tal van zakelijke pakketten uitgebracht. Final Writer was een toonaangevende tekstverwerker die toen al gebruikmaakte van een GUI (Graphical User Interface). Maar ook spreadsheets, tekenprogramma's, filemanagers en musicmakers waren ruim voorhanden. AmAc (Amiga Accounting) was een Belgische reeks boekhoudprogramma's. Niet alleen was dit de eerste multitasking boekhoudsoftware voor microcomputers in België, het was ook het eerste Belgische boekhoudpakket met ingebouwde spraaksynthese.
Tal van 3D-videoclips werden met behulp van het 3D-programma LightWave op de Amiga ontwikkeld. Het bekendste programma dat met LightWave is ontwikkeld, is Babylon 5, na Star Trek wellicht de populairste sciencefictionreeks. Ook de nieuwe reeks van Battlestar Galactica werd met LightWave gemaakt. De computer in combinatie met deze software zorgde voor een zeer krachtige multimediacomputer met zeer veel mogelijkheden.

## Gebruikers
De meeste thuisgebruikers – en dat waren er heel wat, want de Amiga was veel goedkoper dan een Apple of IBM-pc – wisten echter niet goed wat aan te vangen met zo'n geavanceerde machine en gebruikten de Amiga hoofdzakelijk om goedogende videospelletjes te spelen. De Atari ST was een vergelijkbare computer die een belangrijke concurrent was van de Amiga.

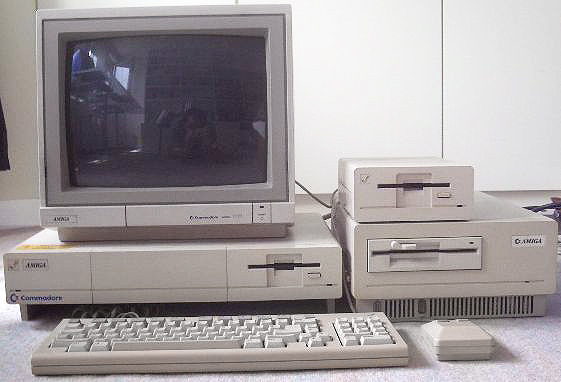
Amiga 1000
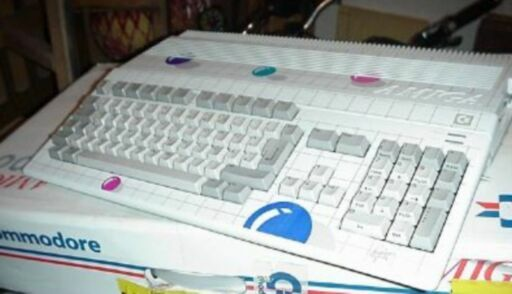
Amiga 500 "Design"
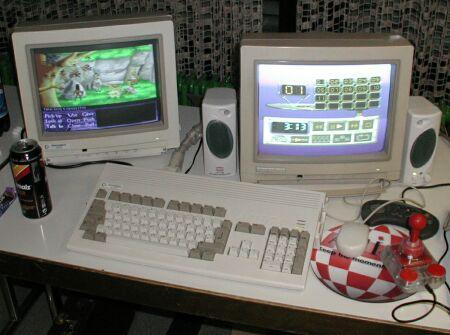
Amiga 1200
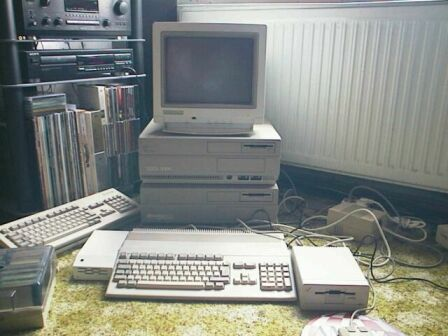
Amiga 500 op de voorgrond, met twee gestapelde Amiga 2000's op de achtergrond
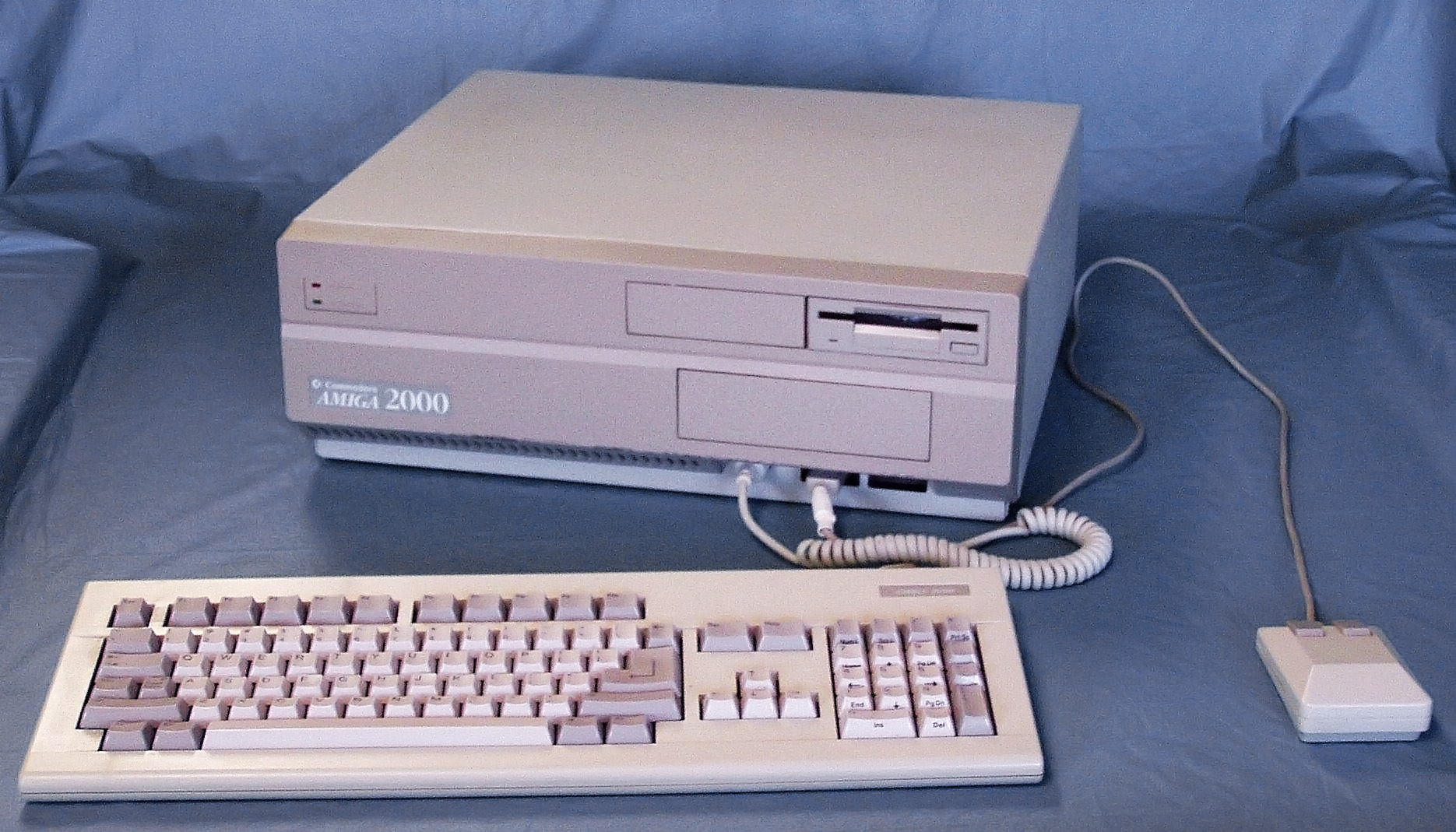
Amiga 2000

## Professioneel
Naast consumentenuitvoeringen bracht Commodore ook professionele versies uit. Zo was er naast de Amiga 500, die alle voorgaande eigenschappen klaarspeelde met 512k geheugen en zonder harde schijf, de Amiga 2000, 2500 en nog later de 3000. Ten slotte werd er een zeer professioneel toestel ontwikkeld dat tegelijkertijd met de Amiga 1200 op de markt kwam, de Amiga 4000. Deze professionele toestellen werden vooral gebruikt in de video-, animatie- en 3D-wereld. Veel beginnende animatiespecialisten zijn gestart op een Amiga. Een bekend tekenpakket dat 2D-animatie ondersteunde, was Deluxe Paint.
Er waren zelfs systemen op de markt, zoals de PAR (Personal Animation Recorder), die het mogelijk maakten om non-lineaire videomontage uit te voeren in Betacamkwaliteit in het MJPEG-formaat.
In 1994 ging moederbedrijf Commodore (CBM) failliet. Dit betekende echter nog niet het einde van de Amiga.

### Amiga onder Escom
In 1994 gingen alle CBM-bezittingen over naar Escom, waaronder ook de Amiga. Escom bleek echter meer geïnteresseerd te zijn in de merknaam Commodore en deed zodoende weinig met Amiga. De Amiga-afdeling heette vanaf nu Amiga Technologies. Toen in 1996 ook Escom failliet ging, nam Gateway een deel van de Amiga-rechten over. Daar poogde men een nieuwe Amiga te ontwikkelen, de Walker, maar verder dan prototypen kwam het niet. Het bedrijf wist in zijn planning eigenlijk geen raad met Amiga. Rond die tijd planden ook andere bedrijven, waaronder Viscorp en Quickpak, nieuwe Amiga's, ook hier met eenzelfde resultaat. In 1999 kocht een nieuwe onderneming alle Amiga-rechten over, onder beheer van Bill Mc Ewen. Amiga heette voortaan Amiga Incorporated, kortweg Amiga Inc.

### Amiga Inc., zelfstandigheid
De bedrijfspolitiek verschoof onder Amiga Inc. volledig van hardware- naar softwareontwikkeling. Daarbij nam Amiga Inc. zich voor te werken aan een nieuwe toekomst van de Amiga. Dat zou een groot iets worden, in de richting van een multimedia-convergentiesysteem voor in huis, dat draaibaar zou zijn op en onder alle computerarchitecturen. De titel daarvan werd Amiga OS5.0 of Amiga DE (Digital Environment).
Daarmee werd voortaan ook het onderscheid gemaakt tussen de toekomstige Amiga (OS 5.0/DE+) en de 'klassieke Amiga' (alles tot en met OS4.x). Amiga Inc. zou de klassieke Amiga blijven ondersteunen, maar dan vooral via derden, om de gehele "Classic"-historie langzaam uit te faseren. AmigaOS 3.5, 3.9 (68K/PPC) en OS 4.0 (PPC) zouden later als overbrugging worden uitgebracht voor de bestaande Amiga-hardware en -community (en werden dat ook). De nieuwe processorkeus voor de Amiga werd de PowerPC-chip (PPC); hardwareproductie liet men over aan derden zoals Phase 5 en Eyetech.

### Nieuwe hardware
De doorontwikkeling van de Amiga gebeurde in de periode 1995-2006 vooral door uitbreidingen en 'hacks' op bestaande machines, met als aanvoerders de bedrijven Phase5 en Eyetech. De eerste fase bestond uit de overstap van 68k- naar PowerPC-processoren, een in die tijd vele malen snellere chip. Ondertussen (2009) waren zowel Phase5 en Eyetech uit beeld verdwenen en was het Italiaanse ACUBE nog het enige bedrijf dat Amiga-compatibele moederborden produceerde.
De in die periode geproduceerde hardware-uitbreidingen zijn best indrukwekkend te noemen, rekening houdend met de leeftijd van de originele hardware die bestond uit de A1200, 2000-4000. Uitbreidingen betroffen onder andere gecombineerde 68K/PPC (603/604)-turbokaarten met onboardmogelijkheid voor een grafische (Permedia)kaart, nieuwe torenbehuizingen, tot een onboard-geluidskaarten voor de A1200 en een PCI-slot-uitbreidingsset. Door deze laatste uitbreiding konden goedkope pc-componenten worden gebruikt, zoals 3dfx Voodoo-videokaarten. De diversiteit aan producten was echter hoog, zo ook de prijzen en de concurrentie sterk.
Al deze uitbreidingen moesten zo lang als opvulling fungeren tot de nieuwe machines hun opwachting maakten. Rond 2000 kwamen deze er dan ook in de vorm van moederborden gebaseerd rond een PPC-processor. Ook hier sloeg de concurrentie toe, met verschillende bedrijven die hun eigen producten uitbrachten. Moederborden waren onder andere AmigaONE en de moederborden Pegasos I en II. Genesi, producent van de Pegasos, zorgde zelfs voor een afsplitsing door hun eigen AmigaOS-kloon te ontwikkelen onder de titel MorphOS. Het verwachte AmigaOS 4.0 liet ondertussen op zich wachten met een vertraging van jaren, wat vroege kopers dwong om een PPC Linux-variant te draaien of over te stappen op MorphOS.
Toen in december 2006 het AmigaOS 4.0 dan eindelijk uitkwam, was ironisch genoeg de productie van alle nieuwe moederborden gestaakt, met de Pegasos als laatste in september 2006.

## Latere ontwikkelingen

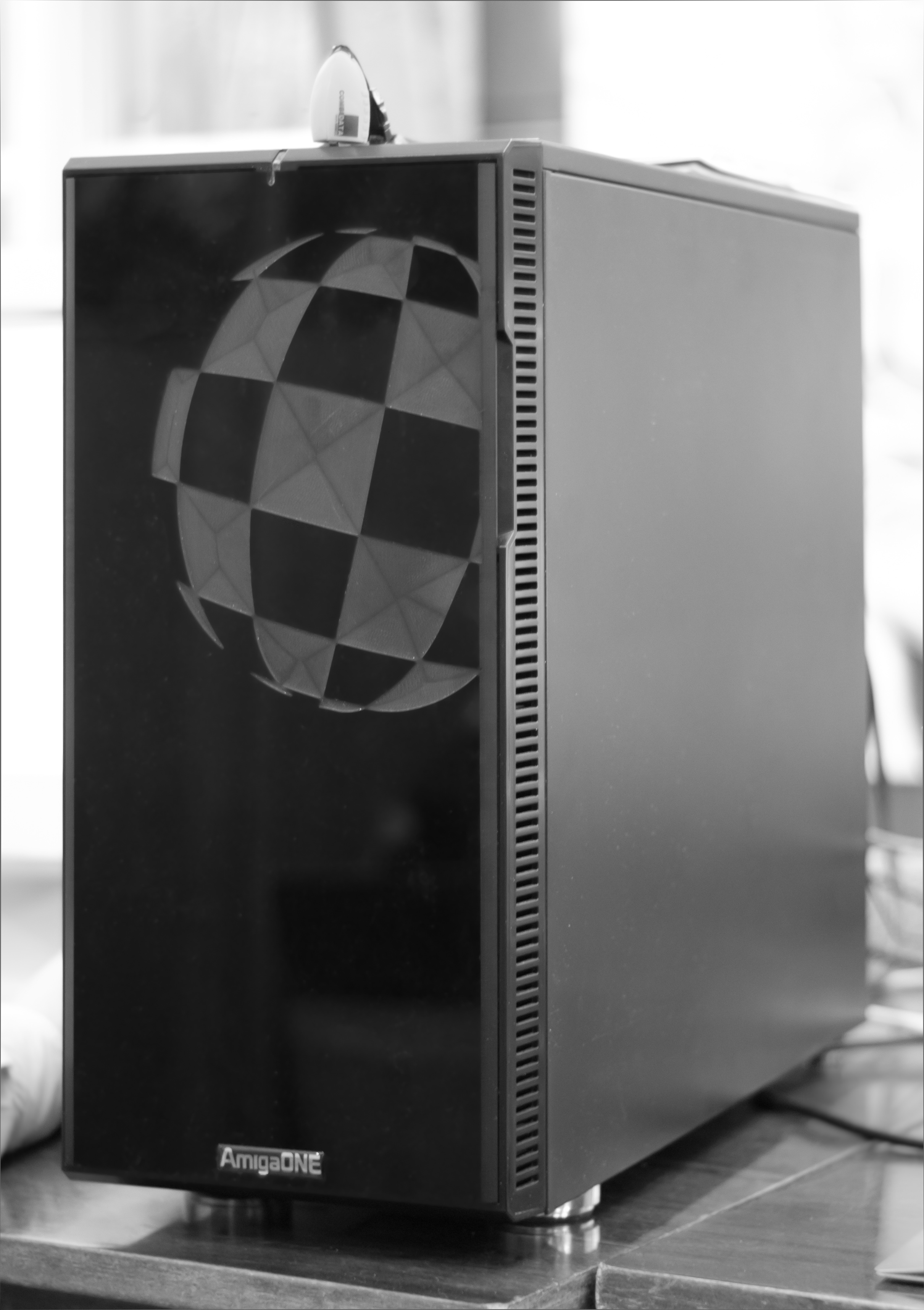
AmigaOne X1000

Over de opvolger OS5.0/DE is weinig bekend, behalve toezeggingen van Amiga Inc. dat er reeds jaren aan werd gewerkt. Qua nieuwe hardware kwam er de SAM440EP en de SAM440flex, moederborden van de Italiaanse firma ACUBE, die worden ondersteund door AmigaOS4.1. Ook eigenaren van een Pegasos 2 konden nu OS4.1 draaien. De AmigaONE X1000 werd aangekondigd door het bedrijf A-EON. Dit zou een nieuwe high-end-Amiga worden.
Ondertussen bouwden ook twee AmigaOS-klonen/afsplitsingen verder: MorphOS en AROS. MorphOS van Genesi was gekoppeld aan het Pegasos-moederbord van dezelfde producent. MorphOS leek later in moeilijkheden te komen toen financier Genesis stopte met loonbetalingen; de ontwikkeling en ondersteuning van het besturingssysteem werden desondanks voortgezet door de ontwikkelaars van MorphOS. MorphOS 2.2 kwam beschikbaar voor de Efika, Pegasos 1&2 en er werd een versie voor de Macmini ontwikkeld.
Ook het AROS-project werkte, vanaf 1997, onafhankelijk aan een eigen OS3.1-kloon voor x86- en PPC-processoren. Het besturingssysteem kan worden gedraaid op standaard IBM-compatibele pc's, maar levert hierdoor wel in qua compatibiliteit met oude software. Ook bestaan er Linuxklonen geïnspireerd op AmigaOS. Deels zijn er ook andere besturingssystemen die zich hebben laten inspireren door AmigaOS, waaronder BeOS en Syllable, maar die toch een eigen identiteit hebben.

## Amigakloon
Nederlandse hardwaretechnicus Dennis van Weeren lukte het om de oorspronkelijke Amiga-hardware na te bouwen met FPGA's. De broncode hiervan gaf hij vrij onder GPL-licentie. Een fabrikant pakte dit concept op en nam het in productie. De Amigakloon kreeg de naam Minimig.